# Morten Traavik
Morten Traavik   (1971) és un artista, director de cinema i escriptor noruec. És conegut pels seus projectes artístics controvertits com Miss Landmine a Angola i Cambodja, l'obra Sløserikommisjonen juntament amb Are Søberg. El 2016 va estrenar la pel·lícula documental Liberation Day, que segueix l'accidentada història del concert a Pyongyang del grup eslovè de música industrial Laibach, per celebrar el Dia de la Independència de Corea del Nord.